# 阿拉乌茹斯
阿拉乌茹斯是巴西米纳斯吉拉斯州的一个市镇。总面积245.617平方公里，总人口7201人，人口密度29.3人/平方公里。